# Кітакюсю

Кіта́-Кюшю́ (яп. 北九州市, きたきゅうしゅうし, МФА: [ki̯ta kʲuɕu ɕi̥]?) — місто в Японії, в префектурі Фукуока.  Входить до списку міст державного значення Японії.   Отримало статус міста 1963 року. Площа становить 487,89 км². Станом на 1 липня 2012 року населення складало 971 932  осіб, густота населення — 1990 осіб/км².     

## Географія
Кіта-Кюшю розташоване на півночі острова Кюсю, на березі японського Внутрішнього Японського моря, у префектурі Фукуока. З Кіта-Кюшю межують такі міста й громади префектури Фукуока: Накама, Ногата, Юкухасі, Асія, Міцумакі, Курате. Кавара. Фукусі, Канда, Міяко.

## Історія
Кіта-Кюшю було утворене 10 лютого 1963 року шляхом об'єднання міст Моджі, Кокура, Вакамацу, Яхата і Тобата.
. 1 квітня 1963 року новоутворена адміністративна одиниця отримала статус міста державного значення. Того ж числа Кіта-Кюшю розподілили на 5 міських районів, за назвами колишніх міст-складових: Моджі, Кокура, Вакамацу, Яхата і Тобата. 1 квітня 1974 року район Кокура був поділений на два, на північну й південну частини — Кокура-Кіта й Кокура-Мінамі. Так само було розділено район Яхата на Яхата-Кіта й Яхата-Мінамі.

## Безпека
- У Кіта-Кюшю розташований регіональний штаб Управління морської безпеки Японії. Він забезпечує безпеку кордонів та територіальних вод Японії на заході префектури Ямаґуті, у районі префектур Фукуока, Наґасакі, Ойта, а також на півночі префектури Кумамото[3].

## Економіка
Кіта-Кюшю — великий центр сталеливарної, електронної та електротехнічної промисловості, виробництва роботів.

## Засоби масової інформації
- Телерадіомовна служба NHK в регіоні Тохоку.

## Транспорт
- Монорейка Кітакюсю
- Аеропорт Кіта-Кюсю

## Персоналії
- Омае Кенічі (1943) — японський фахівець у галузі стратегічного менеджменту.
- Масудзое Йоїті (* 1948) — японський політик.

## Міста-побратими
- Норфолк, США (1959)
- Такома, США (1959)
- Далянь, КНР (1979)
- Інчхон, Південна Корея (1988)